# Sous les bouclettes
Sous les bouclettes est une bande dessinée de la française Mélaka publiée en 2018 en France. Mélaka rend hommage à sa mère Gudule, en racontant les dernières années de sa vie. Elle met en parallèle son déclin progressif, avec des épisodes plus ancien où sa vitalité et sa personnalité gaffeuse créent des respirations dans le récit.

## Synopsis
Le récite débute en décembre 2012. Sylvain, le compagnon de Gudule depuis de nombreuses d'années, décède d'un cancer de l'estomac diagnostiqué deux ans auparavant. Gudule, avec son naturel optimiste, reprend goût à la vie petit à petit. Elle continuer à fréquenter les salons littéraires. Ce qui réjouit sa fille, Mélanie. Elle rencontre aux Imaginales d'Épinal un certain Castor, un homme qui suivait le parcours artistique de Gudule via son blog. 
Mais, des premiers symptômes inquiétant apparaissent : sa main gauche lui obéit de moins en moins, est souvent engourdie. Des gestes du quotidien deviennent de plus en plus compliqués. Elle finit par consulter. Elle reste quelques jours à l'hôpital afin de réaliser des examens plus approfondis. Une lésion cérébrale lui est diagnostiquée. Castor arrive dès qu'il apprend la nouvelle. 
L'auteure Mélaka, alias Mélanie, fille de Gudule et Carali, décide de raconter la lente déchéance physique, jusqu'à l'issue funeste, de sa maman. Mais elle rend également un témoignage sur la vie trépidante de cette dernière, de sa créativité littéraire, et de leurs liens très forts.
C'est également un hommage à cette famille hors normes. Et au personnage de Gudule, tout en tendresse, gaffes, humour,,,,,,,.

## Les personnages
- Mélaka
- Gudule
- Carali
- Reno
- Olivier Ka

## Accueil critique
2019 : Prix Artémisia du témoignage 